# 30 ROCK의 등장인물 목록
《30 ROCK》은 미국 NBC TV의 코미디 시리즈이다. NBC방송사를 통해 방송되는 코미디쇼 《TGS》의 제작진과 그외 방송국 사람들의 이야기를 다룬다. 티나 페이, 트레이시 모건, 제인 크라코스키, 잭 맥브레이어, 스콧 애짓, 앨릭 볼드윈 등 13명의 고정 출연진 외에 매회 뜻밖의 명사들이 출연한다.

## 메인 캐릭터

### 리즈 레몬
리즈 레몬(티나 페이)은 극중 TV쇼의 수석작가이다. 출중한 능력으로 잭 도나기 부사장의 인정을 받아 여러 작가들을 통솔하여 TV쇼 프로그램의 제작을 이끈다. 현재 미혼이지만 여러 남자를 만나 여러 차례 로맨스를 진행시키지만 끝까지 가는 경우는 없다.

### 잭 도나기
잭 도나기(알렉 볼드윈)는 GE의 자회사인 NBC의 부사장이다. 시즌 1에서는 NBC 동부지역 TV프로그램과 전자 렌지 사업담당 고위직을 맡았다. 그의 주된 임무는 TV프로그램을 통해 GE의 제품을 노출시키는 마케팅 업무이다. 뛰어난 사업수완과 경영능력, 그리고 코미디쇼 작가 못지 않은 유머감각을 선보일 뿐더러 몇몇 에피소드를 통해 아일랜드 이민자 후예로서의 특징을 곧잘 보여준다.

### 트레이시 조단
트레이시 조단(트레이시 모간)은 극중 TV쇼의 간판 코미디언 진행자이다. 기본적으로 과격한 흑인 TV스타의 모습을 보여준다.

### 제나 마로니
제나 마로니(제인 크라코우스키)는 극중 TV쇼에서 트레이시 조단과 함께 출연하는 금발 미녀캐릭터이다. 리즈 레몬의 절친한 친구이다. 전형적으로 인문사회학적 지식이나, 정치적인 견해 없이 이른바 '멍청한 블론디'(dumb blonde)역할을 한다. 때로는 버락 오바마와 미국 대통령과 오사마 빈 라덴을 헷갈러할 만큼 시한폭탄이기도 하다.

### 케네스 파셀
케네스 파셀(잭 맥브레이어)는 극중 NBC방송의 사환이다. TV방송사에서 스타들의 일하는 모습을 보면서 방송인의 꿈을 갖고 있는 소박한 청년이지만 때로는 놀라운 숨은 능력을 보여주기도 한다.

### 프랭크 로시타노
프랭크 로시타노(Judah Friedlander)는 《TGS》의 작가 중의 한명이다. 포르노를 좋아하고 모든 것을 부정적이며, 선정적으로 보는 경향을 갖고 있다. 항상 모자를 눌러쓰고 지저분한 인상을 풍기지만 시즌 3의 《Goodbye, My Friend》편에서 완전히 달라진 면모를 깜짝 선보이기도 한다. 한때는 대학에서 법률을 공부했다는 사실을 잭이 알게 되고는 법대에 다시 진학하라고 도와준다. 그런데, 알도 보니 그 집안은 대대로 마피아의 심복 법률보좌관 변호사 집안. 프랭크는 조직의 복수를 피해 숨겨둔 아들이었다. 그래서 법대 진학으로 정체가 들통나게 되었다는 사실을 안 잭은 프랭크에게 원래대로 살아라고 일러준다.
Goodbye, My Friend

## 카메오
- 래리 킹 시즌 3《Larry King》(#312)편에 본인이 진행하는 《래리 킹 라이브》진행자로 직접 출연하여 트레이시와 아시아금융위기가 뉴욕 경제에 미치는 영향에 대해 토론한다.
- 매슈 브로더릭 시즌 2《Cooter》(#215)편에 등장한다. 잭이 잠시 GE를 떠나 국토안전부에서 근무할 때 그곳의 동료로 나온다.
- 살마 아예크

시즌 3에서 모두 6편에 출연한다. 잭의 모친이 차 사고로 쓰러지자 병 간호를 하게 되고 잭은 첫 눈에 사랑에 빠진다.
- 스티브 마틴 시즌 2《Gavin Volure》(#304)편에서 잭의 옛 사업동료이자 조세포탈범인 가빈 역으로 출연한다.
- 스티브 부세미 시즌 2《The Collection》(#203)편에 등장한다. GE의 돈 가이스 회장이 물러날 것이라는 정보를 입수한 잭 도나기는 GE의 고위직 인물 검증절차를 통과하기 위해 미리 사립탐정을 고용하여 자신의 뒷조사를 시킨다. 그 사립탐정 렘 역으로 출연한다.
- 앨 고어 미국 전 부통령으로서 시즌 2 《Greenzo》(#205)편에서 지구환경 보호를 역설하는 고어 전 부통령 역으로 직접 출연한다.
- 오프라 윈프리 시즌 3《Believe in the Stars》(#302)편에서 리즈 레몬의 옆자리 승객으로 출연하여 리즈에게 사업상, 인생상 조언을 해준다.
- 존 리스고 시즌 3《Goodbye, My Friend》(#313)편에 등장한다. 잭과 프랭크는 존 리스고가 출연하는 영화를 본다. 리즈는 방송국에서 존 리스고와 마주친다.
- 제니퍼 애니스턴 시즌 3《The One with the Cast of Night Court》(#303)편에서 리즈 레먼의 친구로 나온다. 극중에서 섹스 중독자로 출연하여 잭 도나기를 위험에 빠뜨린다.
- 제인 사인펠드  시즌 2 《SeinfeldVision》(#201)편에 등장한다. 잭 도나기는 사인펠드의 허가없이 그의 디지털 영상을 TV프로그램에 이용한다. 케네스는 방송국 엘리베이터 안에서 사인펠드를 보고 깜짝 놀란다.
- 캘빈 클라인 시즌 3《The Bubble》(#315)편에 출연한다. 길에서 우연히 리즈의 잘 생긴 남친을 보고는 "당신, 우리 회사 속옷 모델할 생각 없냐"고 물어본다.
- 케리 피셔 시즌 2《Rosemary's Baby》(#204)편에서 리즈 레몬의 우상이었던 왕년의 TV코미디 쇼 작가 로즈마리 역으로 출연한다.
- 우피 골드버그
- 맷 데이먼
- 잭 웰치
- 본 조비